# Stormglas

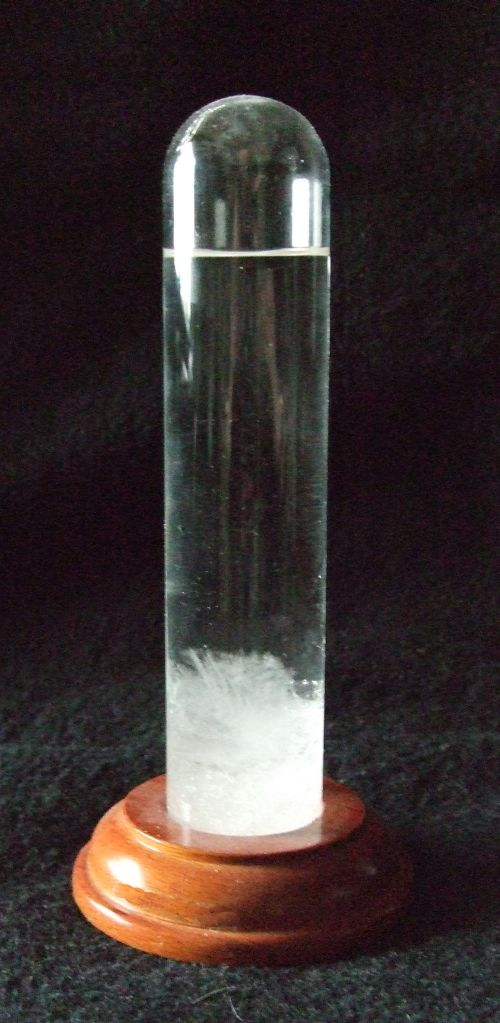
Ett stormglas.

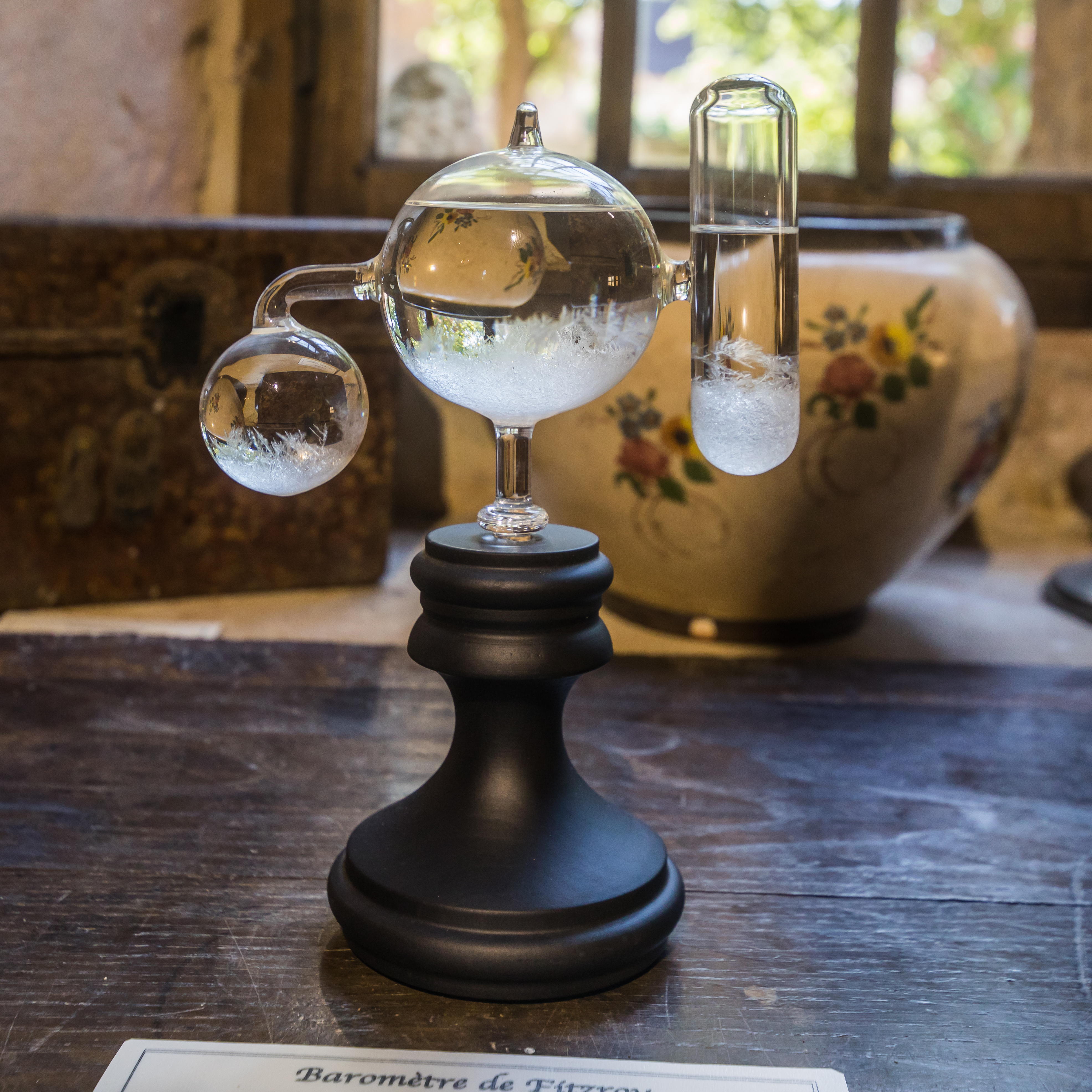
Stormglas.

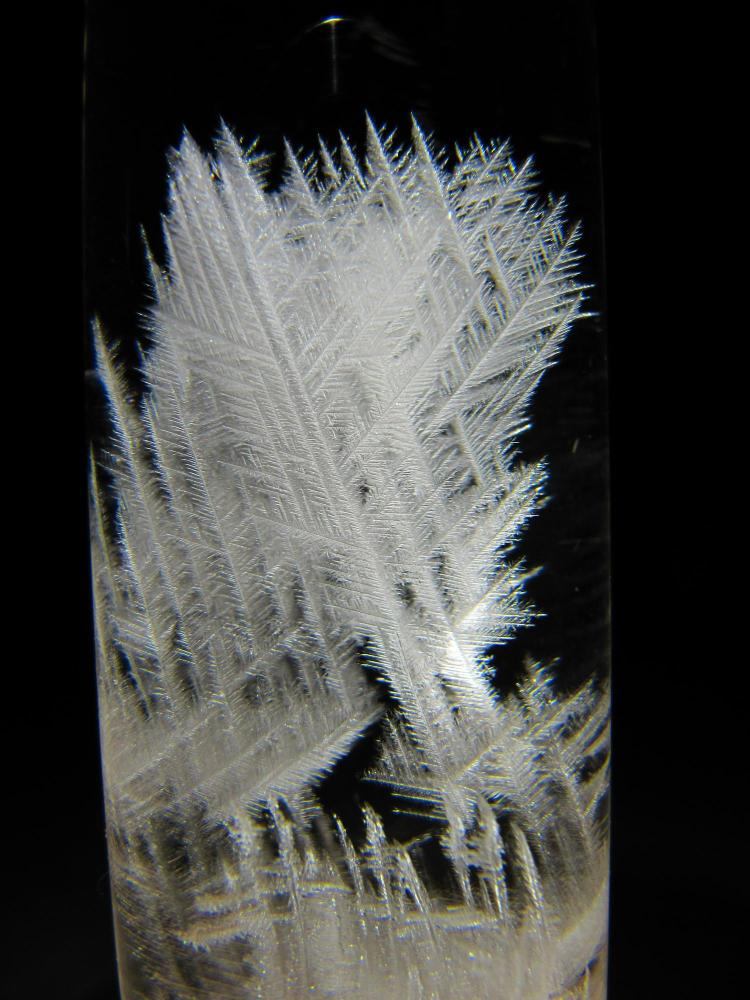
Närbild på kristallformationer i ett stormglas.

Stormglas eller väderglas är ett mätinstrument som förr användes för att förutspå vädret kortsiktigt. Det består av en glasbehållare med en vätskeblandning som reagerar på omgivande temperaturförändringar och kristalliseras. Genom att tyda kristallformationerna trodde man sig kunna veta vilket väder som väntade.

## Historia och forskning
Det är okänt när stormglaset uppfanns, men det användes särskilt i mitten av 1800-talet efter att sjöbefälhavaren och meteorologen Robert FitzRoy använt det i vetenskapligt syfte och uppmärksammat det. FitzRoy, som även grundande Storbritanniens nationella vädertjänst Met Office, ansåg bestämt att stormglasets prediktiva kraft måste komma från dess känslighet för elektrostatiska krafter som bärs med vinden. När han möttes av tvivel och skratt 1854 ska han ha kontaktat kemisten och fysikern Michael Faraday för att söka stöd i teorin, men Faraday svarade att han inte såg hur stormglaset kunde påverkas av något annat än temperatur. FitzRoy viftade bort kritiken och arbetade för att hamnar försågs med såväl stormglas som barometrar för att exempelvis fiskare skulle kunna förutspå oväder.
När den vetenskapliga utredaren Charles Tomlinson, som var känd för sin kritiska granskning, fick vetskap om stormglaset beslutade han sig för att pröva FitzRoys teorier. 1862 avläste han stormglaset under flera månaders tid och noterade detaljerat hur det påverkades i förhållande till vädret. Han blev stundtals lyrisk i sina anteckningar, men snarare över det kristallmönster som bildades och som han liknade vid "ett vackert lövverk". Hans slutsats var att stormglaset fungerade som "en taskig typ av termometer". I kombination med osäkerhet kring den exakta sammansättningen av innehållet rekommenderade han att Met Office skulle sluta använda mätinstrumentet. Därefter övergav meteorologer stormglas för barometrar.
År 2008 ville forskare från Storbritannien och Japan ta en ny titt på mätinstrumentet. Oberoende av varandra menade forskarna att Tomlinson kunde ha missat något. Det sammansatta forskarteamet från nationerna bekräftade att kristallerna i glaset reagerar på temperaturen och styrkte att den ursprungliga sammansättningen av innehållet gav bästa synliga kristalleffekt. Studierna lämnade dock vissa frågetecken. Mycket tydde på att stormglaset inte bara är en enkel termometer som reagerar likadant i samma temperatur, utan att exempelvis temperaturhistoriken och hastiga temperaturförändringar kan ha ytterligare inverkan.
Edward Baranovsky och hans medarbetare vid Krims astrofysiska observatorium har samlat in och jämfört data mellan stormglas sedan 1995. En anmärkningsvärd upptäckt var att ett stormglas på 250 mils avstånd återskapade samma kristallmönster. De såg det som osannolikt att båda platserna skulle ha precis samma väderförändringar. Baranovskys teori är att något regionalt eller globalt atmosfäriskt fenomen, såsom svaga elektromagnetiska fält genererade i jonosfären, påverkar vätskan i stormglasen och därmed kristallernas tillväxt. Den teorin ligger nära FitzRoys teori från 1800-talet. Nagashima, som deltog vid forskningarna 2008, är skeptisk till alla teorier om elektromagnetisk påverkan. Nicholas Blagden, expert på kristallers uppkomst och tillväxt vid Lincolns universitet i Storbritannien, anser att teorin inte helt bör avfärdas.
Under 2000-talet finns stormglas att köpa även för allmänheten, men mer som presentartikel och prydnadsföremål än som alternativ till barometer eller väderstation för privat bruk. Stormglas finns i olika former.
I svenskan finns belägg för ordet stormglas sedan 1840. Ordet väderglas finns belagt i svenskan sedan 1600-talet, men kunde även syfta på annat.

## Innehåll och användning
Stormglaset innehållet olika vätskor och kemikalier, vanligtvis kamfer, kaliumnitrat, ammoniumklorid, alkohol, vatten och lite luft. Äldre kunde även innehålla sand. Beroende på temperaturförändringar bildas olika kristaller i stormglaset. Exempelvis när glaset är klart indikerar det klart väder och när kristallerna bildar molnformationer i glaset indikerar det oväder. Utöver det sägs det även kunna indikera exempelvis snö, blåst, dimma och åska utifrån kristallernas utformning, formationer och placering i stormglaset.